# Swath-Lotsenversetzsystem

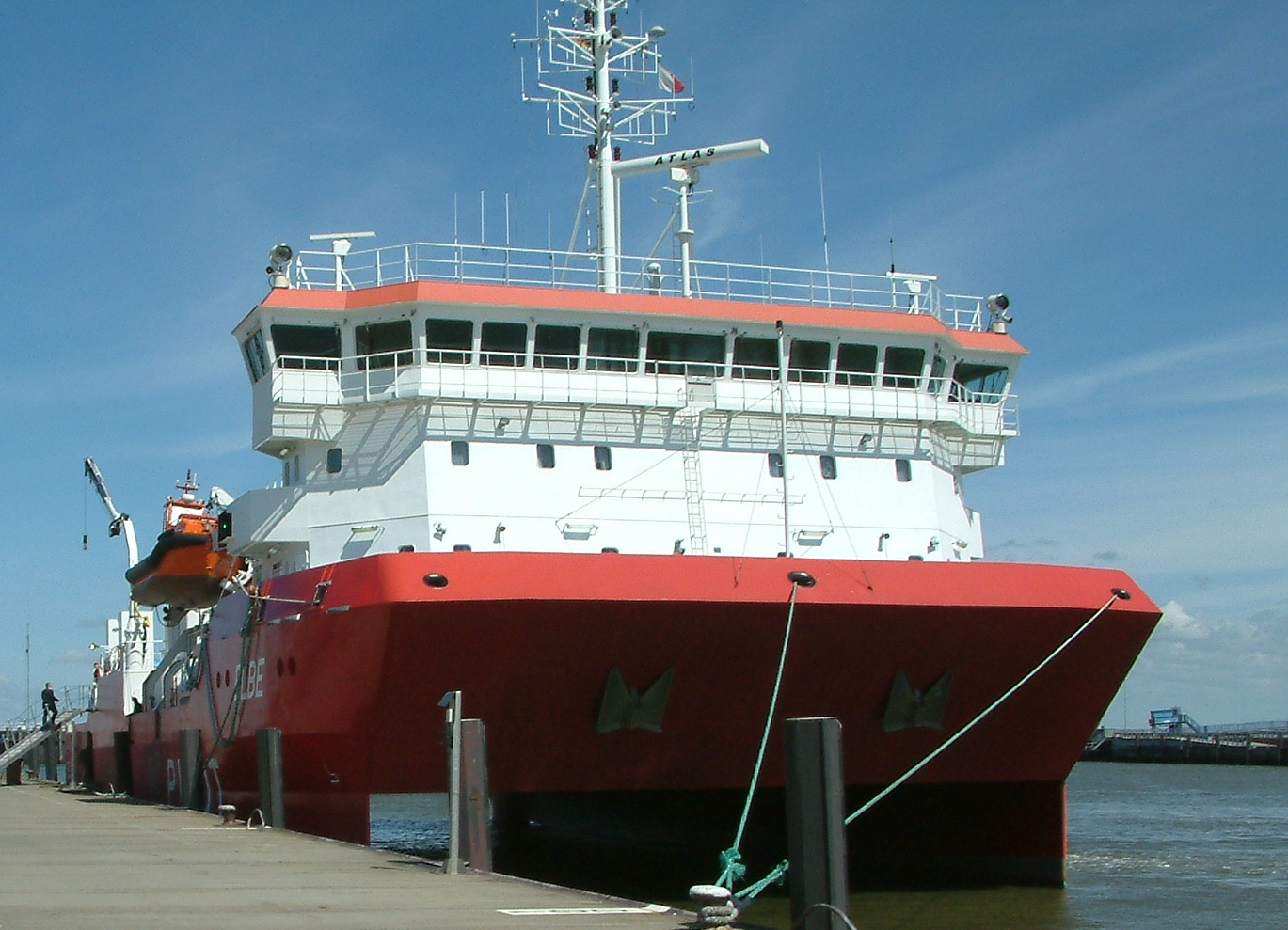
Das SWATH-Lotsenstationsschiff Elbe in Cuxhaven

Das SWATH-Lotsenversetzsystem besteht aus dem Lotsenstationsschiff und den als Tender bezeichneten Lotsenversetzbooten in SWATH-Bauweise (Small Waterplane Area Twin Hull). Ein SWATH-Boot ist ein Mehrrumpfboot ähnlich einem Katamaran, das auch bei starkem Seegang deutlich weniger rollt als ein Einrumpfboot. Damit wird die Gefahr beim Übersetzen des Lotsen minimiert.

## Das SWATH Prinzip

Konstruktionsprinzip der SWATH-Technologie, die Unterwasser-Bauteile erzeugen den Auftrieb, die kleine Wasserlinienfläche der Stützen sorgt für die ruhige Schwimmlage.

SWATH-Schiffe haben einen Doppelrumpf (ähnlich einem Katamaran) mit zwei torpedoförmigen Auftriebskörpern unter Wasser, die mit dem Überwasserteil des Schiffes durch eine schmale stegartige Konstruktion verbunden sind. Dabei ist es ausschlaggebend, dass die das Wasser durchstoßenden Flächen möglichst klein sind. Je kleiner diese Flächen sind, umso geringer sind die Rollbewegungen bei Seegang. Dieses Prinzip wurde 1880 erstmals vom Erfinder Charles G. Lundborg vorgeschlagen.
1938 stellte der kanadische Ingenieur Frederick George Creed die Idee des SWATH der britischen Marine, später auch der US-Navy vor; allerdings waren diese nicht interessiert. 1946 wurde ihm dafür ein britisches Patent erteilt. Die Vorteile wurden seinerzeit zwar erkannt und sollten unter anderem für Seadrome, einen schwimmenden Flughafen, eingesetzt werden. Das SWATH-Prinzip wurde in der Folgezeit für mehrere Anwendungen patentiert. SWATH-Schiffe wurden von der Schifffahrtswelt jedoch nur für Sonderanwendungen gebaut und genutzt, da sie prinzipbedingt nur eine geringe Zuladung ermöglichen. Daher verbleiben Anwendungen zum Personentransport, als Forschungs- und Marineschiffe. So wurde das SWATH-Prinzip z. B. beim Taucherbasisschiff Duplus (1969 abgeliefert von Boele’s Scheepswerf & Machinefabriek N.V. in Bolnes, Niederlande) für die Ölindustrie eingesetzt. Bekannt wurde auch das SWATH-Schiff Sea Shadow  (IX-529) (US Navy und Lockheed 1985) und das Forschungsschiff Frederick G. Creed (1988 abgeliefert von der Werft Swath Ocean Systems Incorporated, San Diego, Kalifornien). Weltweit wurden bis 2011 etwa rund 100 Schiffe nach dem SWATH-Prinzip abgeliefert. Die Werft Abeking & Rasmussen zählt Ende 2012 mit 21 abgelieferten Schiffen zu der Werft mit den meisten abgelieferten SWATH-Schiffen.

### Entwurf und Modellversuche des SWATH-Lotsenversetzsystems
Da es wenig Erfahrungen bei der Formgebung der Unterwasser-Schwimmkörpern und der Ermittlung des Schiffswiderstandes gab, wurden die Konstruktion der Schiffe und die Berechnung der Antriebsleistung mit Unterstützung von Prof. Dr. L.H. Seidl durchgeführt. Besonders wichtig waren seine Berechnungen über das Verhalten im Seegang bei verschiedenen Geschwindigkeiten.
Da die vom Wasser benetzten Flächen dieses Schiffstyps aufgrund der Unterwasser-Schwimmkörper größer sind als von vergleichbaren Einrumpfschiffen, war ein größerer Reibungswiderstand zu erwarten. Andererseits liegt der besondere Vorteil in den kleinen, die Wasseroberfläche durchstoßenden, Wasserlinieflächen, wodurch sich ein sehr niedriger Wellenwiderstand ergibt. Der für die Antriebsleistung entscheidende Schiffswiderstand ergibt sich aus der Addition des Reibungs- und des Wellenwiderstandes.
Nach diesen theoretischen Ergebnissen wurden die Schiffe entworfen, Modelle für die SWATH-Fahrzeuge gebaut und in ausführlichen Testreihen in Schiffbau-Versuchsanstalten untersucht. Diese Modellversuche dienten neben den numerischen CFD-Berechnungen (CFD = Computational Fluid Dynamics) zur Ermittlung des Schiffswiderstandes und der Antriebsleistung sowie der Wellenbilder im Bereich der Stützen. Dafür mussten von den Versuchsanstalten neue Verfahren entwickelt werden, da die kleinen Wasserlinienflächen als Besonderheit dieses Schiffstyps keine frei tauchenden und trimmende Modelle erlaubten.

### Probefahrten des Tenders
Die Ergebnisse der Probefahrten in der Deutschen Bucht ergaben gute Übereinstimmungen des Leistungsbedarfs für den Antrieb mit den Berechnungen und den Modellversuchen. Dabei wurde der für SWATH-Schiffe berechnete und im Modellversuch gemessene typische Widerstandsbuckel im Bereich von 9–11 Knoten auch bei der Probefahrt bestätigt. Im Rahmen der Entwicklung des SWATH-Lotsensystems wurde ein Forschungsvorhaben durchgeführt und daher wurden umfangreiche Probe- und Abnahmefahrten ermöglicht, an denen auch die Marine beteiligt war. Viele Fahrten wurden zum Vergleich gemeinsam mit einem Einrumpfschiff durchgeführt. Dazu wurde ein Patrouillenboot mit 50 Metern Länge und einer Verdrängung von 370 Tonnen gewählt. Von besonderem Interesse war das Verhalten im Seegang und die Untersuchung von Slamming-Effekten. Slamming trat nicht auf und auch die Beschleunigungen im Bugbereich waren fast unabhängig von der Geschwindigkeit. Die Manövrierversuche zeigten, dass die Schiffe bei der Fahrt durchs Wasser kursstabil sind und der Drehkreis aus voller Fahrt etwa drei Schiffslängen entspricht.

## Anwendung des SWATH-Lotsenversetzsystems für das Konzept Elbe Range
Das als Elbe Range bezeichnete Konzept wurde für zwei als Lotsentender bezeichnete 25-Meter-Versetzboote und für ein 50-Meter-Stationsschiff für die Elbmündung geplant und realisiert. Diese Entwicklungsarbeiten wurden von der Werft Abeking & Rasmussen von Dr.-Ing. K. Spethmann maßgeblich vorangetrieben und gemeinsam mit den Lotsen wurden wertvolle Erfahrungen gesammelt. Das Prinzip wurde bei den weiteren Lotsenversetzdiensten der Weser und auch für die Niederlande und Belgien weitgehend übernommen. Bei den Entwicklungs- und Entwurfsarbeiten wurde die Werft von Prof. Dr. L. H. Seidl von der Universität Hawaii unterstützt, der über Erfahrungen im Entwurf von SWATH-Schiffen verfügte.

### SWATH-StationsschiffElbeund SWATH-TenderDöseundDuhnen(1999/2000)
Seit der Jahrtausendwende befindet sich das System mit inzwischen mehreren SWATH-Lotsenstationsschiffen und SWATH-Tendern im Einsatz. 1999 wurden die ersten Lotsen-Tender Döse und Duhnen nach SWATH-Bauart in Dienst gestellt. Das neue SWATH-Stationsschiff Elbe hat 2000 seinen Dienst aufgenommen. Die Tender werden vom Stationsschiff aus besetzt und versorgt. Im regelmäßigen Abstand kehrt das Stationsschiff zum Einsatzhafen zurück, wird mit Treibstoff, Wasser und Vorräten versorgt, und es findet ein Besatzungs- und Lotsenwechsel statt.

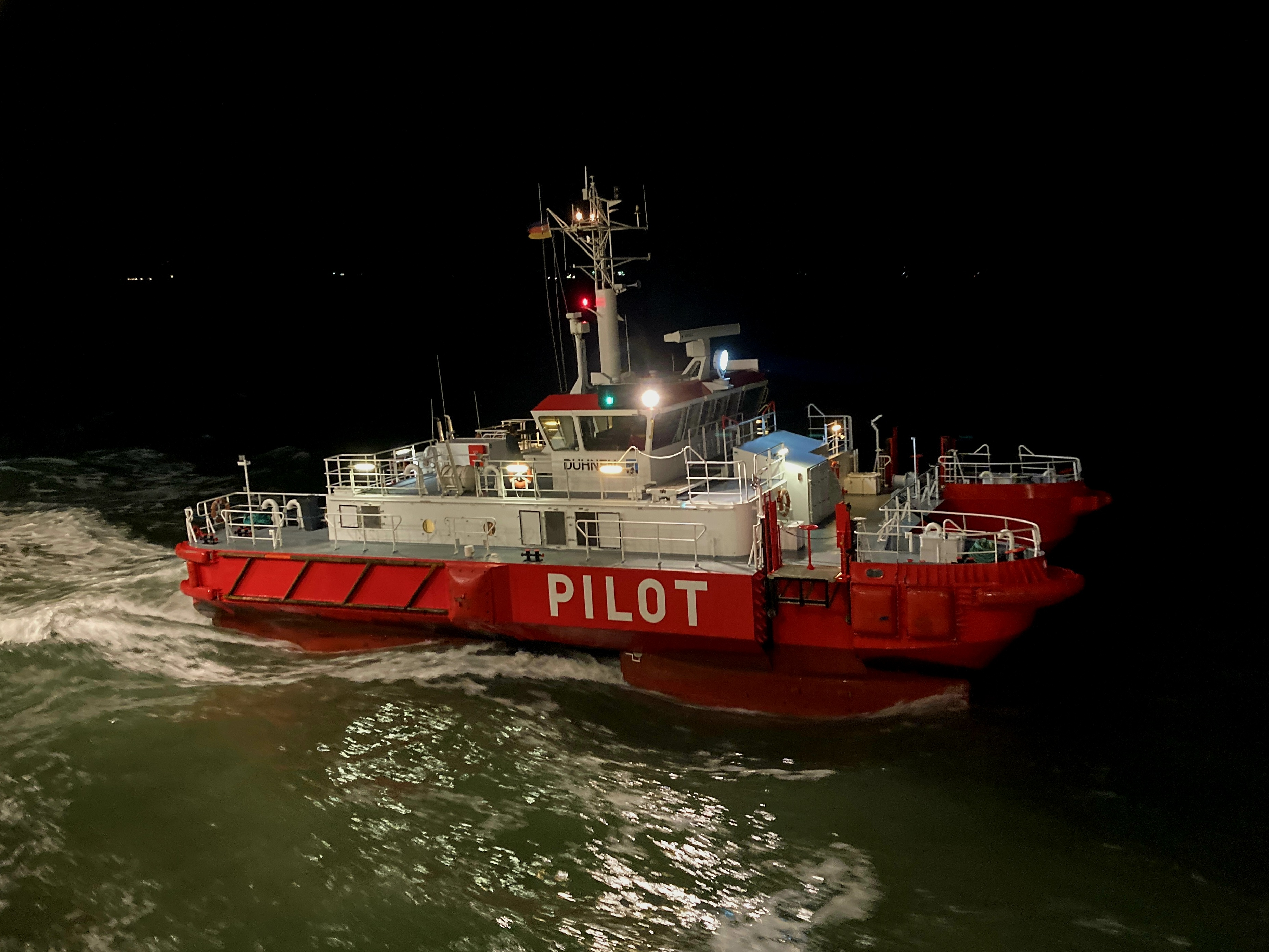
SWATH-Tender Duhnen

### Lotsenstationsschiff Elbe (Hanse)
Die erste in SWATH-Bauweise gebaute Elbe lag vorwiegend auf ihrer Station im Seegebiet zwischen Helgoland und Neuwerk. Der Aufenthalt der Lotsen ist aufgrund der SWATH-Formgebung auch bei starkem Seegang angenehmer als auf einem Schiff in Einrumpfbauweise. Die Maschinenräume sind in den Schwimmkörpern untergebracht. Die Kabinen der Lotsen und Besatzung und auch die Aufenthaltsräume befinden sich in den Aufbauten auf der Plattform über den Schwimmkörpern.
Im Gegensatz zu den Lotsentender erfüllt das Stationsschiff im Wesentlichen Aufgaben als Hotelschiff und bietet viel Platz für rund 40 Lotsen und 25 Besatzungsmitglieder. Mit einer Länge von 49,9 m, einer Breite von 22,55 m und einem Tiefgang von 6,5 m ergibt sich eine Verdrängung von rund 1450 Tonnen. Die Elbe ist mit 2135 BRZ vermessen, verfügt über vier Dieselmotoren zum Antrieb von vier Generatoren (4 × 750 kVA) und läuft mit der Antriebsleistung von 2000 kW 14 Knoten.
2010 wurde ein neues, mit 60,4 m Länge und 24,6 m Breite etwas größeres, Lotsenstationsschiff abgeliefert, es erhielt ebenfalls den Namen Elbe. Die alte Elbe wurde auf den Namen Hanse umgetauft und steht als Ersatzschiff zur Verfügung.

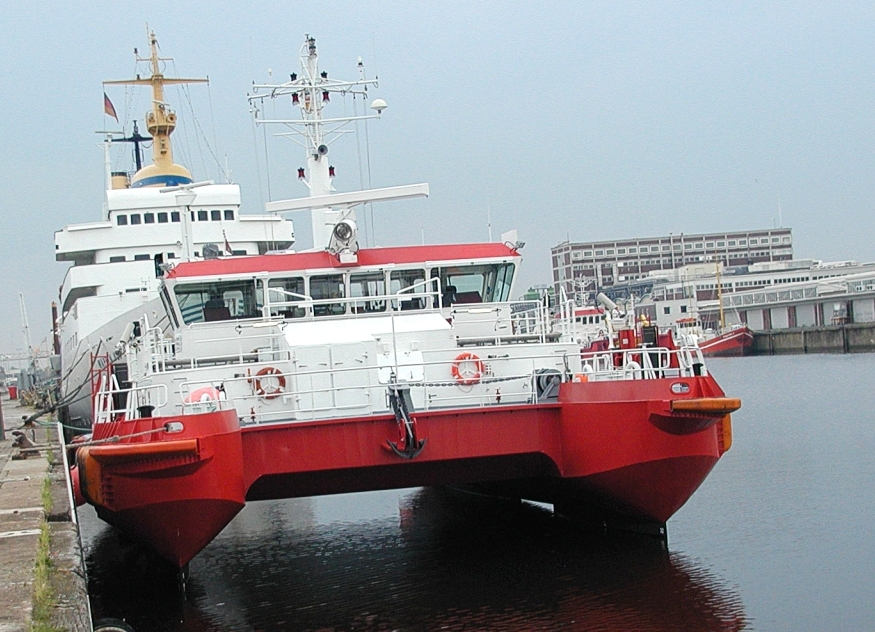
Lotsentender Döse in Cuxhaven

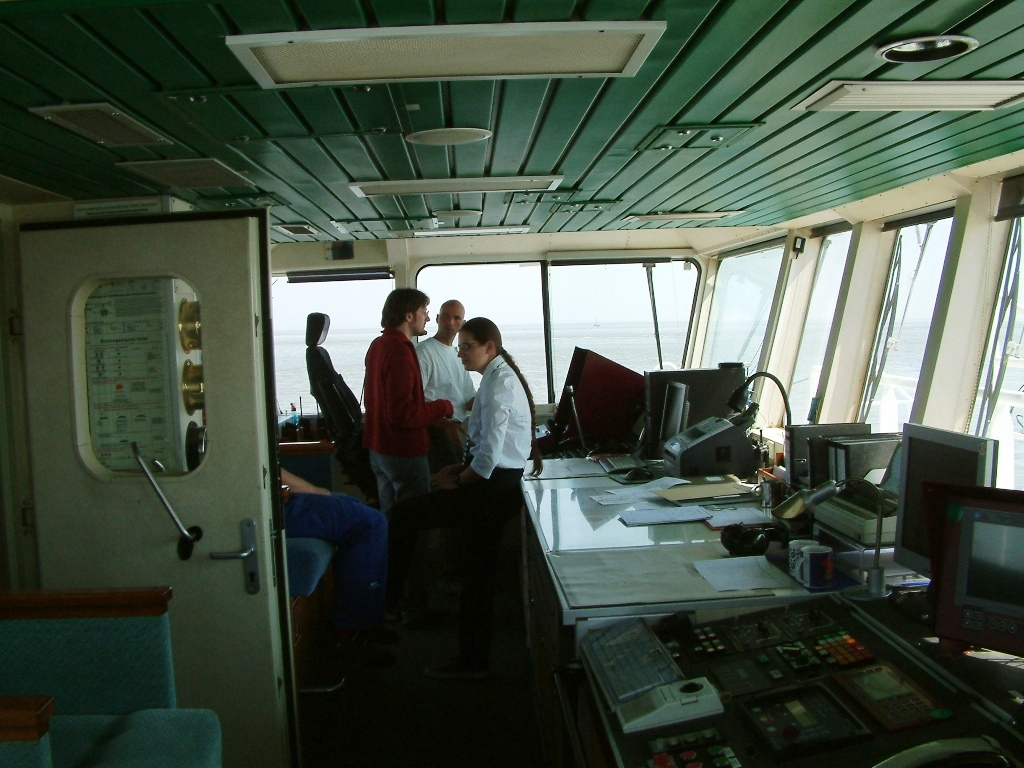
Lotsentender Döse auf der Nordsee, Blick in die Brücke

### Lotsentender
Die zwei Lotsentender Döse und Duhnen wurden als Verdränger mit einer Verdrängung von 125 Tonnen bei einer Länge von 25 m und Breite von 13,5 m für eine Geschwindigkeit von 18,5 Knoten (max. 20 Knoten) entworfen. Als Material wurden zur Gewichtseinsparung überwiegend Aluminiumlegierungen verwendet. Die Tender sind mit einem dieselelektrischen Antrieb nach dem Prinzip der „elektrischen Welle“ ausgeführt. Die Dieselgeneratoren befinden sich im Maschinenraum auf der Plattform vor dem Steuerhaus etwa 2 Meter über dem Wasserspiegel. Die elektrischen Antriebsmotoren (2 × 800 kW) sind in den Unterwasser-Schwimmkörpern angeordnet und hinter jedem Propeller ist ein von einer Drehflügelrudermaschine betätigtes Spatenruder angeordnet. Die Gesamtleistung zum Antrieb beträgt 1600 kW. Der Aufbau wurde für den Aufenthalt von mindestens acht Lotsen und zwei bis drei Besatzungsmitgliedern ausgelegt. Das Steuerhaus ist als Rundumsichtbrücke mit großen Fenstern ausgeführt und ist mit zwei Fahrständen ausgestattet, je einer an der Steuerbord- und Backbord-Seite.
Viel Entwicklungsaufwand wurde für die Formgebung der Unterwasser-Schwimmkörper, der verbindenden Stützen und Minimierung der Wasserlinienflächen getrieben. Hier mussten geeignete Kompromisse gefunden werden, da durch die Stützen neben dem Zugang zu den Fahrmotoren auch Kabel und Be- und Entlüftung zu führen war. Zur Verbesserung des Seeverhaltens wurden an den Unterwasser-Schwimmkörper aktive Flossen nachgerüstet.
Die spezielle Form der Lotsentender erlaubt das Übersteigen der Lotsen bis 3,5 Meter Wellenhöhe bei einer Geschwindigkeit von 8–12 Knoten (Einrumpfboot 6–8 Knoten). Zum Übersteigen (Borden) ist ein Lotsenlift vorgesehen, der auch als „Mann über Bord“-Ausrüstung betrieben werden kann. Die Schiffsbewegungen der Tender werden mit vier kreiselgesteuerten Flossen an den Schiffsenden harmonisiert, die ab 4 Knoten Schiffsgeschwindigkeit aktiviert werden.
Der Ersatzneubau für die Lotsentender Döse und Duhnen ist im Frühjahr 2025 europaweit ausgeschrieben worden. Es sollen wieder SWATH-Schiff werden. Eine Auftragsvergabe wird für das Jahr 2025 angestrebt.

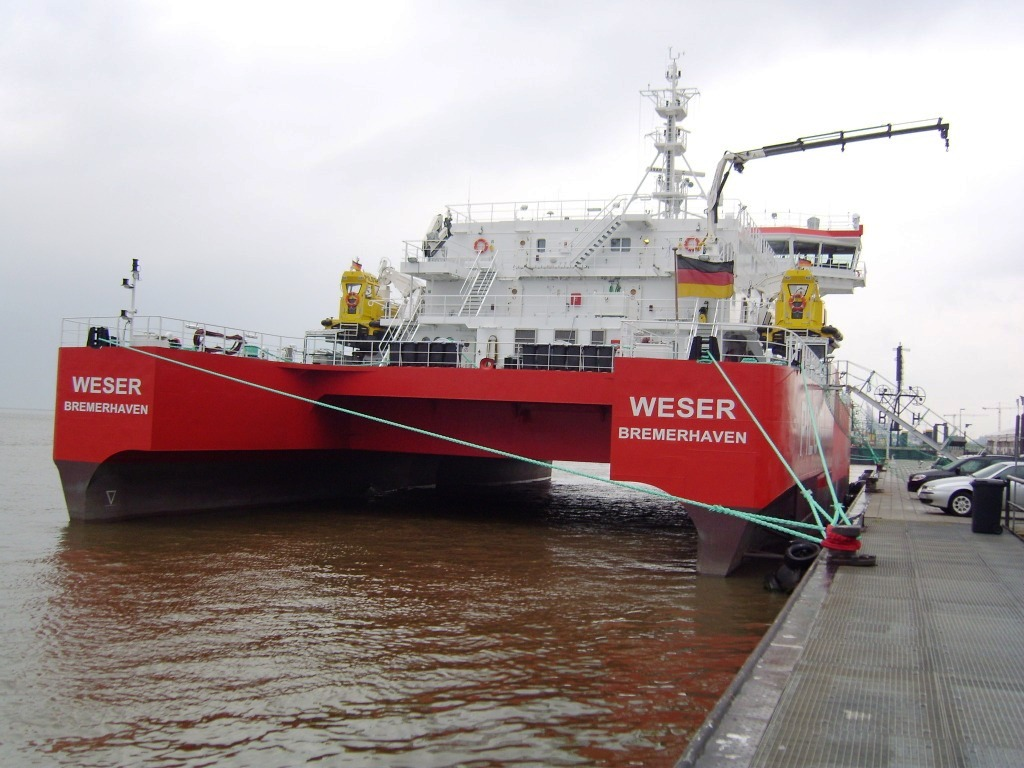
Das Lotsenstationsschiff Weser an der Kaje des Willy-Brandt-Platzes in Bremerhaven

## LotsenstationsschiffWeserund Lotsentender in SWATH-Bauweise (2007)

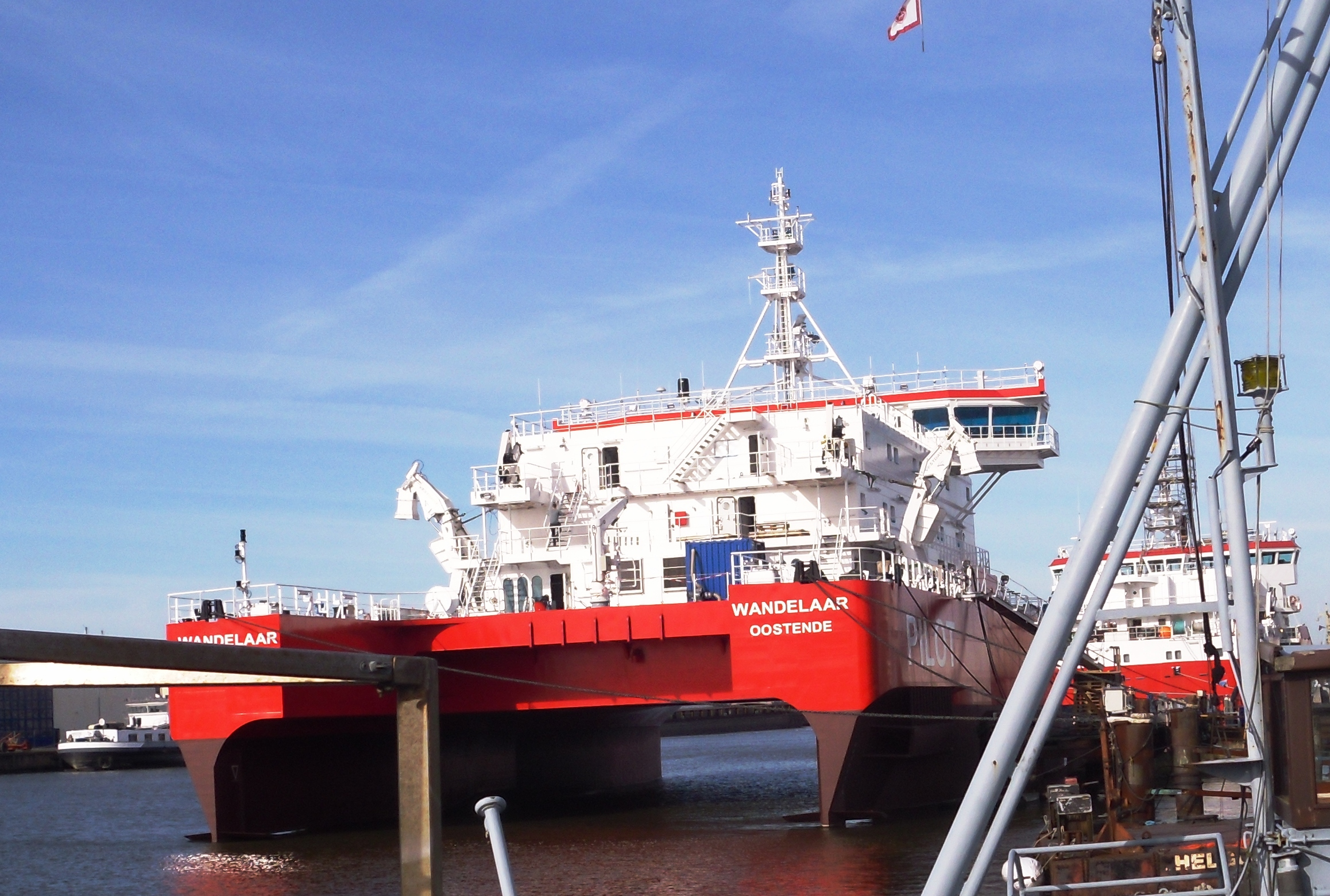
Das von A&R in SWATH-Bauweise gebaute Lotsenstationsschiff Wandelaar für die belgischen Lotsen im Bremerhavener Fischereihafen kurz vor der Ablieferung

Seit 2007 befindet sich der Lotsentender Wangeroog in SWATH-Bauweise für die Lotsenbrüderschaft im Einsatz. Das neue Lotsenstationsschiff Weser nahm 2010 den Dienst auf und ersetzte die Lotsenstationsschiffe Gotthilf Hagen und Kapitän König. Die Weser ist 60 Meter lang und 24 Meter breit und verfügt über Kammern für 34 Mann Besatzung und 25 Lotsen. Damit wird das Lotsenstationsschiff rund um die Uhr je nach Dienstrhythmus 14 bis 21 Tage auf seiner Seeposition circa drei Seemeilen vor Wangerooge eingesetzt.

## SWATH-Lotsenversetzsystem für die Niederlande und Belgien
2005 wurden die niederländischen Seelotsen mit zwei 25-Meter-SWATH-Lotsentender (Perseus und Cetus) ausgestattet. Auch die belgischen Lotsen haben sich für dieses System entschieden. Im Dezember 2011 wurde der dritte Lotsentender abgeliefert und 2012 wurde mit dem 60 Meter langen SWATH-Stationsschiff das belgische SWATH-Lotsenversetzsystem vervollständigt.

## SWASH – eine Weiterentwicklung
Eine Weiterentwicklung der SWATH-Technik lieferte die Werft Abeking & Rasmussen aus Lemwerder mit dem Lotsentender  Explorer. Das Grundprinzip ist auch bei der Neuentwicklung gleich geblieben. Im Gegensatz zu den vorhandenen Lotsentendern besitzt das Schiff nur mittschiffs einen einzelnen torpedoförmigen Auftriebskörper. Die Seitenausleger dienen als Träger von stabilisierenden Schwimmern. Daher kommt der Begriff SWASH als Abkürzung für Small Waterplane Area Single Hull. Maschinenanlage incl. Getriebe sind im Unterwasser-Torpedo eingebaut. Durch diese Bauweise konnte das Lotsenboot etwas kleiner ausfallen. Als Besonderheit hat das Lotsenboot einen Hybridantrieb mit Diesel- und Elektromotor.

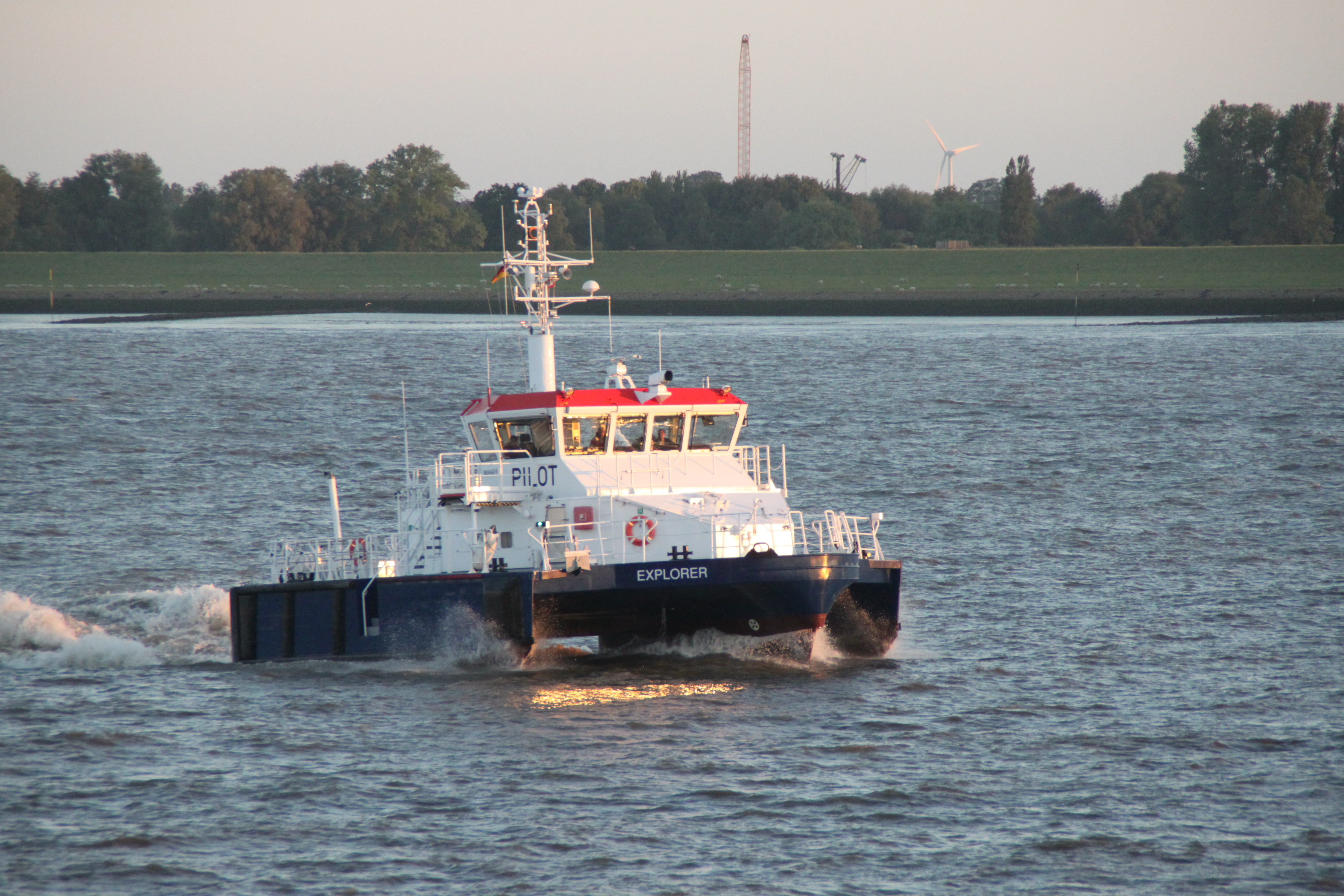
SWASH-Lotsentender